# Козинський район
Козинський район — колишнє адміністративне утворення у складі Ровенської області Української РСР з центром у с. Козин.

## Історія
Указом Президії Верховної Ради Української РСР від 1 січня 1940 року в Ровенській області утворюються 30 районів, серед них — Козинський з центром у с. Козин. Під час Другої світової війни входив до Дубенської округи генеральної округи Волинь-Поділля Райхскомісаріату Україна. У першій половині 1944 року відновлено довоєнний адміністративний поділ області.
За даними районного відділу МДБ станом на квітень 1948 року з району було виселено 91 родину «бандпособників» і націоналістів.
Указом Президії ВР УРСР від 21 січня 1959-го «Про ліквідацію деяких районів Рівненської області» ліквідовуються 11 районів Ровенської області, серед яких Козинський район. Його територія включена до складу Демидівського і Радивилівського районів.